# Lufton
Lufton – wieś w Anglii, w Somerset, w dystrykcie (unitary authority) Somerset, w civil parish Brympton. W 1931 roku civil parish liczyła 50 mieszkańców. Lufton jest wspomniana w Domesday Book (1086) jako Lochetone/Locutona.